# Naqqāli
Il naqqāli è una forma tradizionale di cantastorie incentrata su temi epici e religiosi tipica dell'Iran. Quest'arte drammatica può essere accompagnta da strumenti musicali o da grandi tele (parda) sulle quali sono dipinti i protagonisti degli epos (para-dāri). Tramandato sia oralmente che in forma scritta, nel 2011 il naqqāli è stato inserito nella lista del patrimonio culturale immateriale che necessita di urgente tutela dell'UNESCO.

## Storia

### La nascita dell'epos persiano

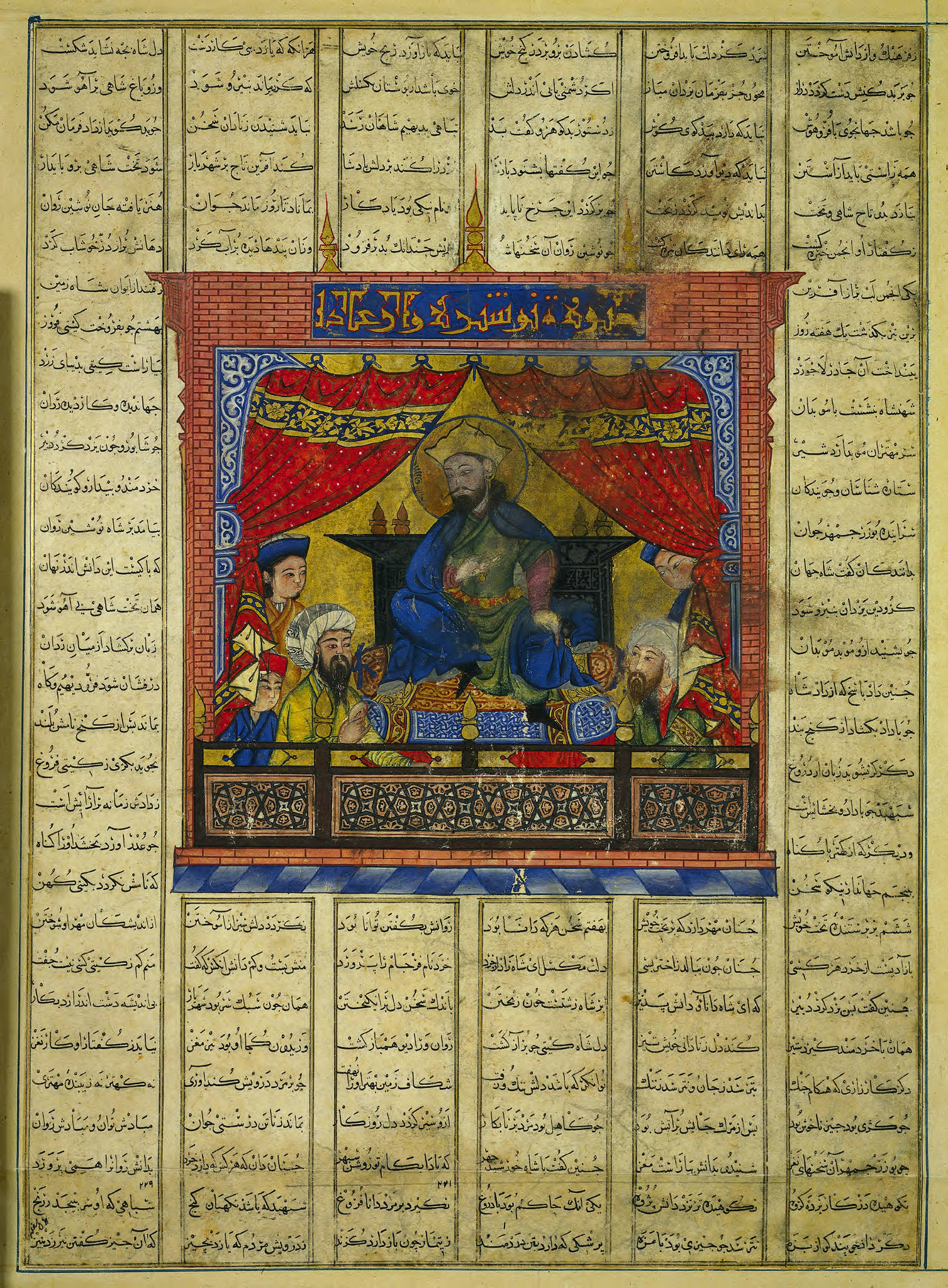
Una scena tratta dallo Shāh-Nāmeh

I primi esempi noti di arti dello spettacolo persiane vengono menzionati nelle opere greche classiche come la Ciropedia di Senofonte e ruotano attorno alla figura di Ciro il Grande. Il cantore Angares, che predisse la ribellione di Ciro contro l'ultimo re dei Medi Astiage, sarebbe stato uno dei primi a esibirsi in questo tipo di arte. Ai tempi dell'impero partico dei menestrelli chiamati gōsān avrebbero avuto un ruolo centrale nell'istruire i cittadini persiani usando come modelli gli epos e i miti religiosi, contribuendo dunque a tramandare i tre filoni epici dei kayanidi, dei re dell'impero partico e del ciclo del Sistan.
Sotto il regno di Yazdgard III, ultimo scià dell'impero sasanide, venne redatto il Khwaday-Namag, una raccolta di miti che sino ad allora erano stati tramandati solo oralmente per secoli. Ciò nonostante, alcuni studiosi come Jaakko Hämeen-Anttila fanno notare come non ci siano testimonianze di poemi epici in forma scritta risalenti all'impero sasanide e che il ciclo del Sistani non venne incluso né nel Khwaday-Namag, né nella sua traduzione in lingua araba ad opera di ʿAbd Allāh ibn al-Muqaffaʿ, se non prima del X secolo. Alla corte ghaznavida si distinguevano poeti (šoʿarā'), musicisti (moṭrebān) e cantastorie (moḥaddeṯān o qawwālān), come evidenziato dallo storico Abu'l-Fadl Bayhaqi. A differenza dei poeti che si esibivano durante le cerimonie ufficiali, i cantastorie erano presenti nelle funzioni private e fungevano anche da messaggeri. Grazie a loro, questo tipo di arte cominciò a diventare popolare anche tra la gente comune.
Sempre durante il periodo ghaznavida nacquero le prime forme di šāh-nāma-ḵᵛāni, ovvero la recitazione dello Shāh-Nāmeh, che all'epoca non si riferiva in maniera specifica all'omonima opera di Firdusi, bensì al generico epos persiano. Uno dei principali cantori di questo periodo fu Kārāsi, che visse alla corte dei Buwayhidi e di Mahmud di Ghazna, il quale si esibì nell'Hazār Afsān (la versione persiana de Le mille e una notte) e nel Kār-nāma-ye balk.
La figura del cantastorie venne sempre contestata dalle autorità religiose, che ritenevano quest'arte colpevole di aver sviato la popolazione con racconti pagani. L'autore Husayn Kashifi vissuto nel periodo timuride descrive in maniera dettagliata nel trattato Fotowwat-nāma-ye solṭāni il ruolo del cantastorie nella sua epoca. Egli arriva alla conclusione che gli eventi storici vadano raccontati a beneficio dello spettatore, un beneficio che non vi sarebbe più se il racconto contenesse elementi di finzione. I cantastorie dovevano saper intrattenere il pubblico con ingegno, saper introdurre i versi all'interno della prosa senza abusare e dovevano evitare quanto più possibile iperboli, assurdità o metafore.

### Dalla nascita del naqqāli sino al suo declino
Secondo i naqqāl (cantastorie) contemporanei, il naqqāli trova le sue origini nel periodo safavide. Come riportato dal naqqāl Moršed ʿAbbās Zariri (1909-1971), i dervisci contribuirono a diffondere il duodecimanesimo su ordine dello Scià Isma'il I per mezzo di svariati tipi di narrazione e di arti dello spettacolo, facendo uso dei racconti epici per catturare l'attenzione del pubblico. Tuttavia, questa tesi va in contrasto con il fatto che il termine naqqāli sia attestato non prima della dinastia Qajar. Con il regno di ʿAbbās I il Grande si diffusero nell'impero le sale da caffè, le quali divennero presto il principale luogo di esibizione per i cantastorie. Ciò portò beneficio ai cantori, che poterono raccontare storie più lunghe ed elaborate come l'Eskandar-nāma-ye haft-jeldi e il Romuz-e Ḥamza.
Il massimo splendore dell'arte del cantastorie fu vissuto durante la dinastia Qajar. Il diplomatico francese Eugène Aubin contava dai 5 mila ai 10 mila dervisci dell'ordine sufi Ḵāksār che si esibivano in naqqāli e maddāḥi (elogi alla famiglia di Maometto) in ogni evento pubblico delle grandi città dell'impero. I naqqāl-bašis ("capi cantastorie") si esibivano alla corte imperiale. L'arte del naqqāli andò in declino con l'ascesa al trono dei Pahlavi, che a partire dal 1929 ne limitarono la rappresentazione al solo Shāh-Nāmeh di Fidrusi. Ciò aiutò a distinguere le arti di naqqāli, che si riferiva all'arte del cantastorie in generale, e di šah-nāma-ḵᵛāni, il sottogenere riguardante lo Shāh-Nāmeh.
L'avvento dei media di massa a partire dagli anni '40 soppiantò in maniera definitiva l'arte del naqqāli, tanto che agli inizi degli anni '90 si attestava solo un naqqāl professionista nell'intera Teheran. Questa forma d'arte è stata tenuta in vita da Gordāfarid, pseudonimo di Fāṭema Ḥabibizād, la prima donna in Iran a diventare una naqqāl.

## Descrizione

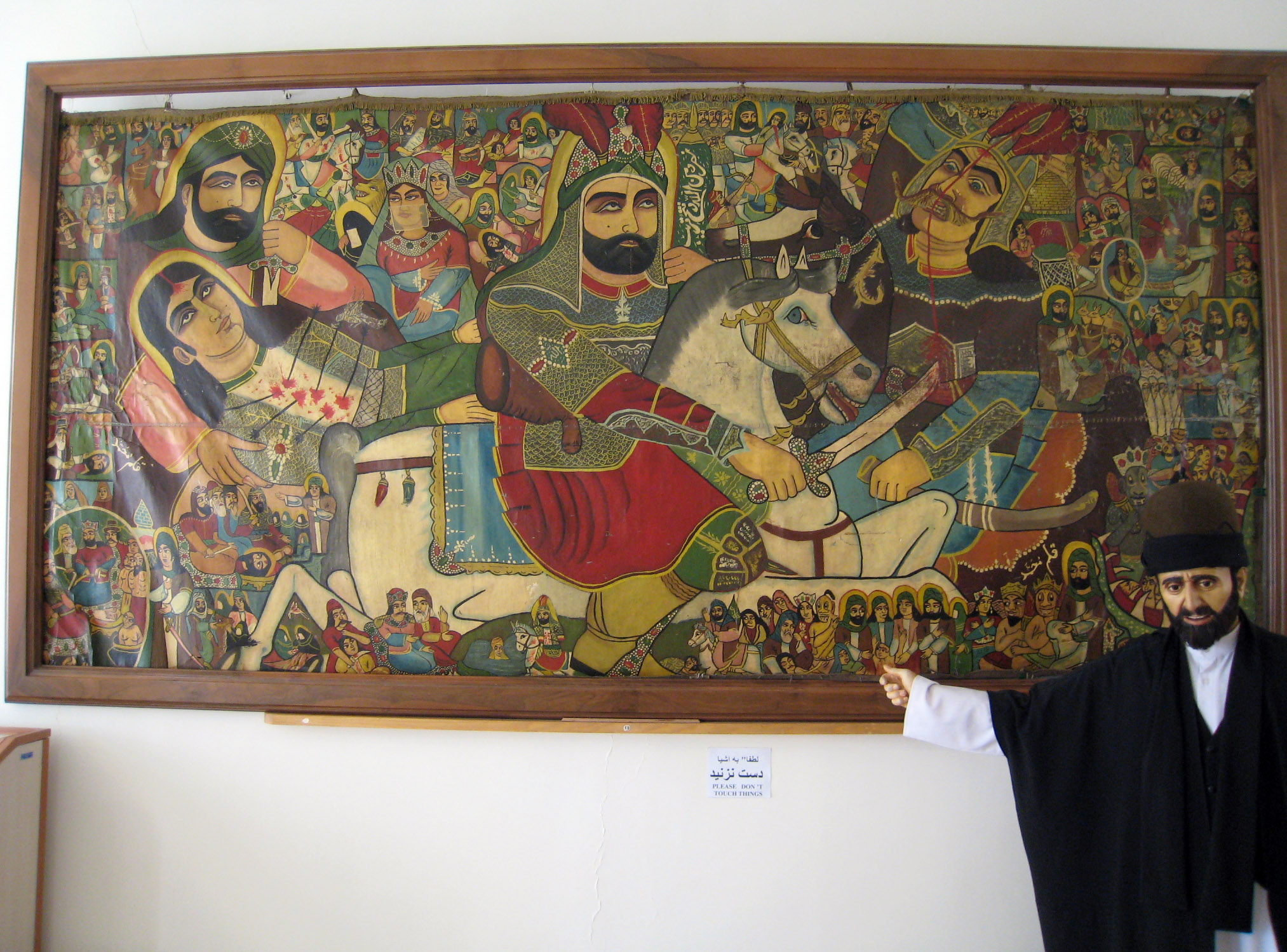
Rappresentazione del naqqāli al Museo Moharram di Tabriz

A cavallo tra Ottocento e Novecento i naqqāl si esibivano la sera o durante il Ramadan. Le esibizioni duravano circa un'ora e iniziavano intorno alle 2 o alle 3 del pomeriggio. I naqqāl erano soliti far recitare dei versi poetici ai loro apprendisti o ai loro figli prima dell'esibizione, assieme a una preghiera (ṣalavāt). Durante l'intero naqqāli, il narratore recitava lo Shāh-Nāmeh in prosa gesticolando, camminando, sedendosi e alzandosi continuamente con in pugno un bastone di legno, e alla fine della performance chiedeva soldi al suo pubblico. Le scene epiche sono illustrate su grandi cartelloni istoriati con colori particolarmente accesi.
I naqqāli odierni sono intervallati da scaglioni della durata di circa 90 minuti. I narratori possono esibirsi una o più volte al giorno e completare la loro storia in diversi mesi. Queste esibizioni si tengono non più nelle sale da caffè delle zone più povere delle città, ma anche a teatro o in altri luoghi pubblici frequentati sia da uomini che da donne. Tuttavia, non vi sono più scuole per naqqāl riconosciute ufficialmente.

## Il tentativo di preservazione
Per via del declino di questa arte, solo negli anni '50 furono pubblicati i primi studi sul naqqāli. A partire da fine Novecento e inizi anni 2000 vennero pubblicati svariati ṭumār (il testo di una storia) come Eskandar-nāma e Ṭerāz al-aḵbār. Uno dei primi studiosi occidentali che si interessò al naqqāli fu William L. Hanaway.
Nel 2011 il naqqāli è stato inserito nella lista del patrimonio culturale immateriale che necessita di urgente tutela dell'UNESCO.